# Милисав Дакић
Милисав Дакић (Клипино Брдо, код Војнића, 13. септембар 1913 — Врховине, 21. март 1943) био је учесник Народноослободилачке борбе и народни херој Југославије.

## Биографија
Рођен је 13. септембра 1913. године у селу Клипино Брдо код Војнића, у сиромашној сељачкој породици.
Пре Другог светског рата бавио се земљорадњом. Члан Комунистичке партије Југославије постао је 1940. године.
Учесник Народноослободилачке борбе је од 1941. године. Био је један од организатора устанка у свом крају.
Крајем 1941. постао је командир Друге чете Другог батаљона Првог кордунашког партизанског одреда. Када је формирана Прва бригада Хрватске, Дакићев је батаљон ушао у њен састав. Децембра 1942. године, постављен је за заменика команданта Четврте бригаде Осме кордунашке ударне дивизије.
Погинуо је 21. марта 1943. године у нападу на непријатељску посаду у Врховинама.
По њему је касније добио име Први батаљон Треће кордунашке бригаде.
Указом Президијума Народне скупштине Федеративне Народне Републике Југославије, 12. јула 1949. године, проглашен је за народног хероја.